# Tòfona (grup de bolets)
Les tòfones són bolets anuals hipogeus o que apareixen a flor de terra (semihipogeus). Es tracta de fongs que han perdut la seva capacitat de dispersar les espores en l’aire i que, mitjançant olors que produeixen, atrauen determinades espècies animals, des d’invertebrats fins a mamífers. Aquests animals poden localitzar els bolets, excavar i ingerir-los, transportar les espores via digestiva i dipositar-les a una certa distància de l’origen. Les espores toleren el pas intestinal i mantenen la capacitat de germinació.
Tots les tòfones són fongs micorrízics de plantes herbàcies, mates, arbusts o arbres.
Si bé l’aspecte exterior dels fongs hipogeus pot ser molt similar, són d'anatomia molt diversa. Per tant, la identificació de les espècies sempre necessita una anàlisi microscòpica. L'estudi macroscòpic només permet diferenciar grans grups.
Des del punt de vista anatòmic, els bolets hipogeus consten d’un peridi o pell exterior i d’una gleba o teixit intern. El peridi pot ser membranós, filamentós, amb cordons micelians, en plaques poligonals o engruixit i endurit. La gleba pot ser gelatinosa, sucosa, pot deixar traspuar làtex, esponjosa, lacunosa o venosa.
A grans trets anomenem tòfones els fongs hipogeus originats per ascomicots i tifaldons els dels basidiomicots. Les tòfones més corrents pertanyen al gènere Tuber. Els tifaldons o trifaldons més corrents pertanyen al gènere Rhizopogon. Alguns tifaldons vermellegen en fregarlos i adopten un color similar al d’un fetge, fet pel qual s’anomenen fetjons o tifaldons fetgers.

## Grups de tòfones
Es diferencien cinc grans grups de tòfones

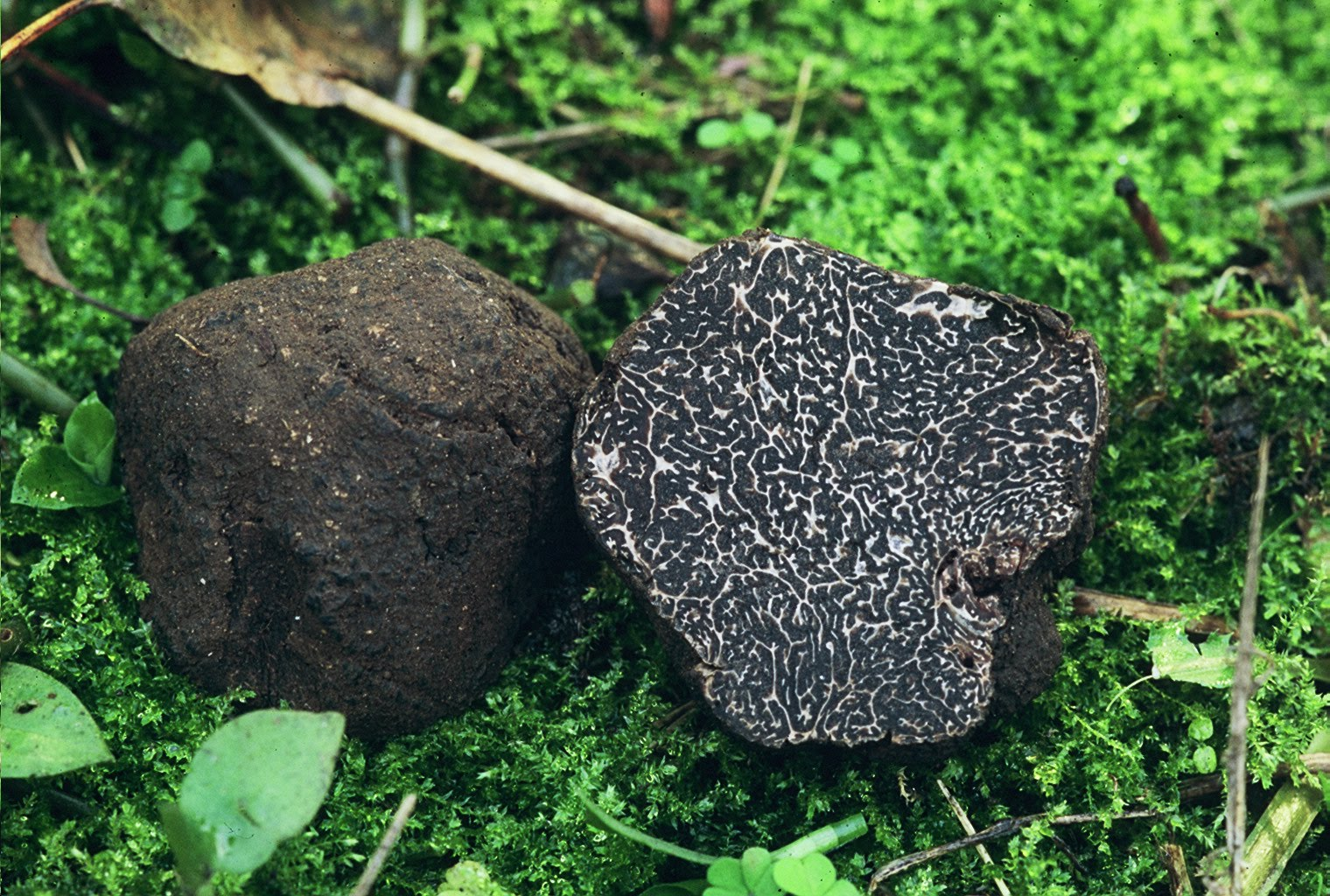
Tòfona negra (Tuber melanosporum)

### Tòfones veres
Tòfones de carn massissa, venosa, compacta. Un bon nombre pertanyen al gènere Tuber, tenen aplicació culinària i la seva recol·lecció és regulada.

### Tòfones d'arenal o turmes
També anomenades tòfones del desert, són fongs de zones àrides i semiàrides de la regió mediterrània, nord d'Àfrica i l'Orient Mitjà. Pertanyen a la família de les terfeziàcies. Formen micorrizes amb espècies d'heliantems (Helianthemum sp.), estepes i, menys sovint, amb alzines, roures i pins.

### Tòfones buides
Tòfones de mitjanes a petites que, en secció, mostren l’interior buit o amb plecs més o menys comprimits. En cas d’existir plecs, aquests sempre deixen espais buits entre ells (lupa).

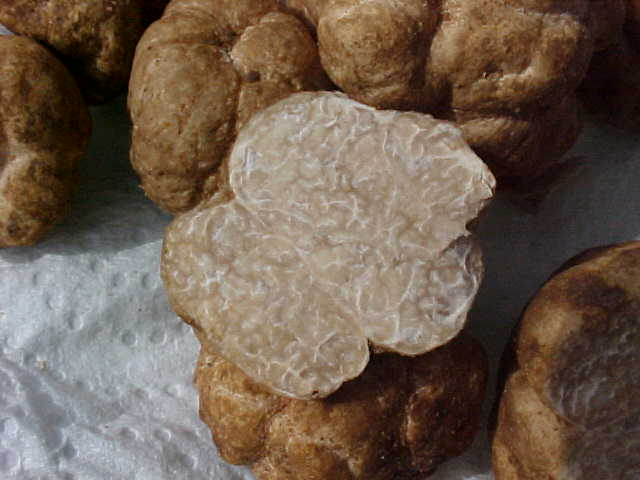
Tòfona d'arenal (Terfezia arenaria)

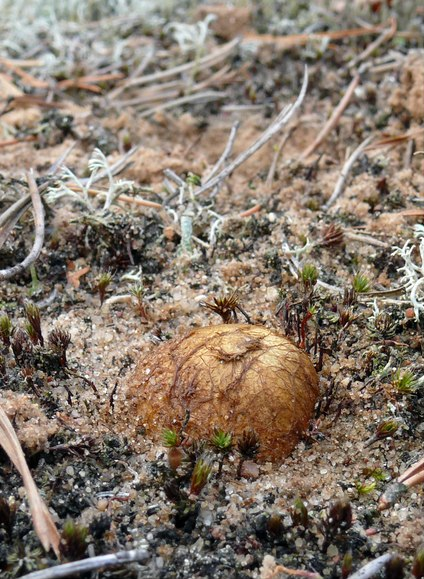
Tifaldó (Rhizopogon luteolus)

### Tifaldons
De gleba esponjosa que, en madurar, acostuma a esdevenir blana o líquida i, de vegades, pudent. Solen viure d’enterrats a mig enterrats i es fan més visibles quan creixen en talussos. En collir-los, cal anotar les característiques de la superfície o peridi (presència i color dels cordons micelians que puguin cobrir la superfície del bolet), qualsevol canvi de color al frec i el sistema
de fixació al sòl. Si és possible, analitzarem bolets en diferents fases de creixença

### Tifaldons cervins
Els cervins són tifaldons que en la maduresa presenten l’interior pulverulent. Una secció del bolet ens permet observar que gairebé tots els cervins tenen el peridi engruixit, una característica del gènere Elaphomyces

### Cereions[4]osurullons[5]
Es tracta d’un grup extraordinàriament divers i complex en el
qual considerem tots els fongs hipogeus que no estan inclosos en
la resta de grups. Un calaix de sastre